# Бельский, Дмитрий Григорьевич Аксак
Князь Дмитрий Григорьевич Бельский по прозванию Аксак — голова и воевода во времена правления Ивана IV Васильевича Грозного, Фёдора Ивановича, Бориса Годунова и Смутное время.
Из княжеского рода Бельские, Рюрикович. Внук родоначальника княжеского рода Бельские-Рюриковичи — князя Ивана Михайловича по прозванию Бельский-Морткин. Старший сын князя Григория Ивановича Бельского по прозванию Горчак. Имел братьев: князей Никиту и Ивана Григорьевичей.

## Биография
В 1577 году прислан из под Четверинска в государев стан со сдавшимся в плен немцем. В 1588 году воевода в Крапивне. В 1591 году второй воевода войскового обоза в Серпухове. В 1592 году второй голова в Болхове, откуда отправлен сходным воеводою Передового полка в Тулу. В 1593 году сходный воевода Большого полка украинных войск. В 1596 году писец в Угличе. В 1597 году голова в Болхове и сходный воевода Передового полка украинных войск. В 1598 году голова у снаряда (артиллерии), в царском походе в Серпухов, в связи с крымской угрозой. В 1599-1600 годах второй воевода в Копорье и велено ему идти на шведов и Лифляндию через российские места, из Нарвы в Абов, а из Абова в Нарву. С апреля 1601 года голова у снаряда в украинных войсках. В 1602 году послан вторым для размежевания Лапландии с датчанами. В 1603 году по этому назначению он местничал с князем Иваном Григорьевичем Звенигородским, который обвинил его в низком происхождении. В 1607 году воевода в Холмогорах.
Умер бездетным.